# 대한민국 헌법 제84조
대한민국 헌법 제84조는 대한민국 헌법의 조항이다.

## 본문
대통령은 내란 또는 외환의 죄를 범한 경우를 제외하고는 재직 중 형사상의 소추를 받지 아니한다.

## 내용
현직 대통령에 대한 형사상 소추 제외에 관한 내용이다. 내란죄와 외환죄는 대단히 중대한 범죄이므로 적용에 있어서는 어떤 예외도 인정하지 않겠다는 헌법제정권자의 강한 의지를 엿볼 수 있다.

## 판례
- 위에서 살펴 본 바와 같은 공소시효제도나 공소시효정지제도의 본질에 비추어 보면, 비록 헌법 제84조에는 “대통령은 내란 또는 외환의 죄를 범한 경우를 제외하고는 재직 중 형사상의 소추를 받지 아니한다”고만 규정되어 있을 뿐 헌법이나 형사소송법 등의 법률에 대통령의 재직 중 공소시효의 진행이 정지된다고 명백히 규정되어 있지는 않다고 하더라도, 위 헌법규정의 근본취지를 대통령의 재직 중 형사상의 소추를 할 수 없는 범죄에 대한 공소시효의 진행은 정지되는 것으로 해석하는 것이 원칙일 것이다. 즉 위 헌법규정은 바로 공소시효진행의 소극적 사유가 되는 국가의 소추권행사의 법률상 장애사유에 해당하므로, 대통령의 재직 중에는 공소시효의 진행이 당연히 정지되는 것으로 보아야 한다[1].

## 같이 보기
- 대한민국 헌법 제4장 제1절